# Ideomotorisch effect
Het ideomotorische effect of Carpenter-effect  is het psychologische fenomeen dat mensen  spierbewegingen maken nadat ze deze onbewust bij anderen hebben waargenomen of doordat ze er onbewust aan denken. Het ideomotorische effect is een mogelijke verklaring voor de werking van bepaalde vermeend paranormale of bovennatuurlijke zaken zoals het ouijabord, automatisch schrift, de wichelroede en telekinese. Sommige beoefenaars van deze paranormale bezigheden menen vaak dat de geproduceerde bewegingen afkomstig zijn van een kracht buiten henzelf. Bij de pendel en de wichelroede wordt algemeen aanvaard dat deze bewegingen afkomstig zijn van het onbewuste van de gebruiker. Bij automatisch schrift, telekinese of ouijabord worden minstens twee verklaringen gehanteerd: de de spiritistische hypothese, die deze bewegingen toeschrijft aan overledenen en de animistische hypothese, die ze toeschrijft aan het onbewuste van de gebruiker. Ideomotorische effecten komen ook voor bij het televisiekijken, mensen die actief meeleven met hun favoriete sporter vertonen spierspanning in dezelfde spieren als de sporter. Ook facilitated communication, waarbij een patiënt die in coma is communiceert met de hulp van een familielid of medisch personeel kan verklaard worden door het ideomotorisch effect. Het is de facilitator die het ideomotorisch effect hierbij ondervindt, niet de patiënt. Met andere woorden: terwijl de facilitator denkt dat de patiënt zijn hand beweegt, is het de facilitator die onbewust de hand van de patiënt beweegt zoals bij een ouijabord.
De term 'ideomotorisch' werd voor het eerst gebruikt in een verhandeling uit 1852 over de vraag hoe het ouijabord functioneerde, van de hand van de Engelse fysioloog en spiritismebestrijder William Benjamin Carpenter. Carpenter zette daarin zijn theorie uiteen, dat spierbewegingen onafhankelijk kunnen zijn van bewuste emoties of verlangens. Het effect wordt, naar zijn ontdekker, ook wel Carpenter-effect genoemd. Wetenschappelijke tests door onder meer Michael Faraday, Michel Chevreul, William James en Ray Hyman hebben aangetoond dat allerlei fenomenen die dikwijls worden toegeschreven aan spirituele of paranormale krachten of "energieën", feitelijk veroorzaakt worden door het ideomotorisch effect. De tests tonen verder aan dat "eerlijke, intelligente mensen onbewust musculaire activiteit vertonen die consistent is met hun verwachtingen" (Hyman 1999). 
Mentalisten – zoals de Brit Derren Brown – benutten het ideomotorisch effect soms voor bepaalde onderdelen van hun shows, zoals voor het laten bewegen van een slinger. Brown beschrijft dit verschijnsel zelf ook in zijn boek Tricks of the Mind.